# نملاوات ثنائية الخصر
النملاوات الثنائية الخصر (الاسم العلمي:Myrmicinae) هي أسرة من الحشرات تتبع الفصيلة النمليات من رتبة غشائيات الأجنحة.  تضم نحو 140 جنس عالمية الأنتشار.

## التصنيف
- النملاوية الثنائية الخصر
  - النملة الشائعة
- الكعلباوية
  - الكعلبة
- النملاوية النارية
  - النمل الناري
  - النملة الأحادية الأجزاء